# Josef Duffner

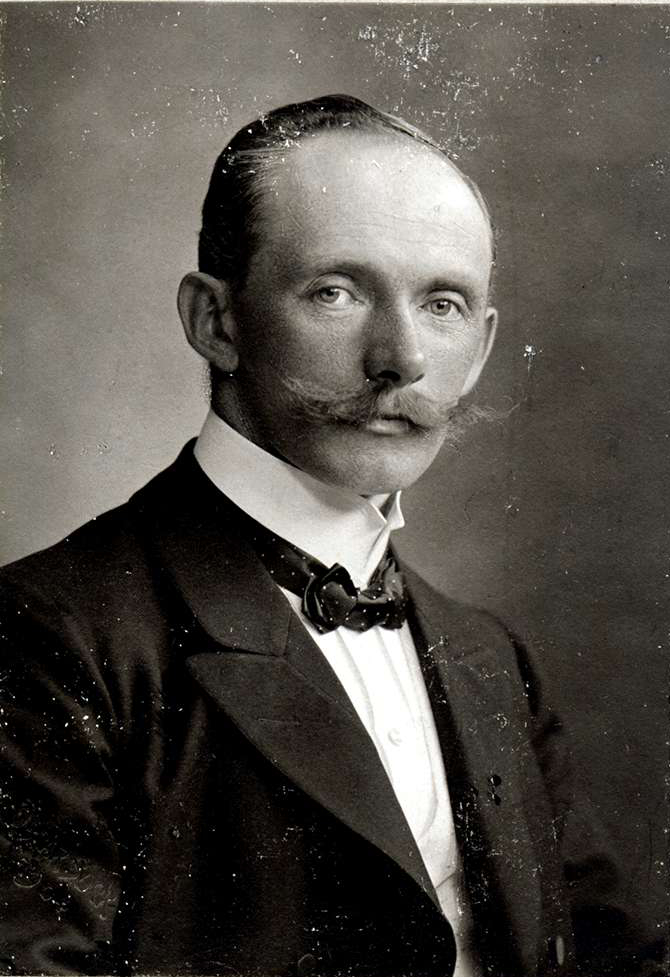
Josef Duffner (1904)

Josef Gustav Duffner (* 1. Oktober 1868 in Furtwangen; † 26. Juni 1935 ebenda) war Gutsbesitzer, Landtagspräsident und Mitglied des Deutschen Reichstags.

## Leben
Duffner besuchte die Volksschule in Furtwangen, das Knabeninstitut Königsfeld und die Höhere Handelsschule in Stuttgart. Von Herbst 1885 bis Frühjahr 1887 war er im Ausland. Zwischen 1887 und 1893 war er in der väterlichen Strohhutfabrik in Furtwangen tätig, von 1888 bis 1889 absolvierte er seinen Militärdienst (Jäger-Bataillon) und von 1889 bis 1893 war er im Ausland und unternahm geschäftliche Reisen.
Seit 1893 hatte er sich durch Übernahme des Gutes Josenhof bei Furtwangen der Land- und Forstwirtschaft zugewandt. Später kaufte er noch mehrere badische Höfe, um sie vor dem Verfall zu bewahren. Weiter war er Hauptmann der Landwehrjäger ersten Aufgebots.
Er war Mitglied der badischen Landstände von 1903 bis 1918 und von 1905 bis 1918 war er Mitglied des Deutschen Reichstags für den Wahlkreis Baden 2 (Donaueschingen, Villingen) und die Deutsche Zentrumspartei. Zwischen 1919 und 1933 war er Mitglied des Landtags der Republik Baden und 1930 bis 1933 auch Landtagspräsident.